# قائمة السجل الوطني للأماكن التاريخية في ولاية داكوتا الشمالية
تحتوي قائمة المعالم التاريخية الوطنية في ولاية داكوتا الشمالية على المعالم التي حددتها الحكومة الفيدرالية الأمريكية لولاية داكوتا الشمالية. يوجد في الولاية سبعة معالم تاريخية وطنية في ولاية داكوتا الشمالية.

## المعالم التاريخية الوطنية الحالية
| الاسم (بالعربية)                           | الاسم (بالإنجليزية)                       | المقاطعة/المقاطعات                                   | تاريخ التعيين                         |
| ------------------------------------------ | ----------------------------------------- | ---------------------------------------------------- | ------------------------------------- |
| موقع بييسترفيلدت الأثري                    | Biesterfeldt Site                         | مقاطعة رامسون                                        | 23 ديسمبر 2016                        |
| موقع قرية هايداتسا الكبرى                  | Big Hidatsa Village Site                  | مقاطعة ميرسر                                         | 19 يوليو 1964                         |
| موقع حصن يونيون (بين نورث داكوتا ومونتانا) | Fort Union (تشترك مع مونتانا)             | مقاطعات ويليامز & مكينزي روستريور & ريتشلاند (مشترك) | 4 يوليو 1961 (مراجعة: 27 فبراير 2015) |
| مزرعة فريدريك. وصوفيا باغ بونانزا          | Frederick A. and Sophia Bagg Bonanza Farm | مقاطعة ريتشلاند                                      | 5 أبريل 2005                          |
| موقع هوف الأثري                            | Huff Archeological Site                   | مقاطعة مورتون                                        | 18 فبراير 1997                        |
| محجر لينش لاستخراج الصوان لنهر نايف        | Lynch Knife River Flint Quarry            | مقاطعة دان                                           | 13 يوليو 2011                         |
| موقع قرية مينوكين الهندية                  | Menoken Indian Village Site               | مقاطعة بيرليج                                        | 19 يوليو 1964 (مراجعة: 5 أبريل 2005)  |